# آورن (استان کرجالی)
آورن (به بلغاری: Avren) یک منطقهٔ مسکونی در بلغارستان است که در شهرستان کروموفگراد واقع شده‌است.